# 军屯郡
军屯郡，中国南北朝时设置的郡。
北周武帝建德三年（574年）置军屯郡，治所在建始县（今湖北恩施土家族苗族自治州建始县东三十五里州基山下），隶属于业州，为州治，下辖建始县一县。隋文帝开皇三年（583年）废军屯郡，建始县直属业州。